# Верхні Куларки
Верхні Кула́рки (рос. Верхние Куларки) — село у складі Стрітенського району Забайкальського краю, Росія. Адміністративний центр Верхньо-Куларкинського сільського поселення.

## Населення
Населення — 345 осіб (2010; 413 у 2002).
Національний склад (станом на 2002 рік):
- росіяни — 99 %